# Столичний економічний район
Столичний економічний район - регіональний економічний комплекс на півночі України.

## Основні параметри
Площа -  становить 90,7 тисяч квадратних кілометрів.
Населення — 7,5 млн осіб
Район охоплює території Київської, Чернігівської і Житомирської областей та м. Київ.
Столичний економічний район посідає друге місце в Україні за територією, а за кількістю населення поступається тільки Донецькому і Причорноморському економічним районам. Друге місце в країні належить району за виробництвом продукції промисловості, за виробництвом продукції сільського господарства район поступається тільки Причорноморському.

## Природні умови
Природні умови економічного району досить різноманітні.
Середня температура січня -6...-8°С. Середня температура липня +18...+20°С. Кількість опадів становить 500-600 мм на рік

### Корисні копалини
Серед корисних копалин переважають будівельні матеріали, особливо будівельне і декоративне каміння.
У Житомирській області знаходяться всесвітньо відомі родовища червоних, рожевих і сірих гранітів, чорних і сірих лабрадоритів. Граніти і гнейси видобувають у долинах річок Росі, Ірпеня та Тетерева. Вздовж правого берега Десни знаходяться значні поклади крейди, яка цілком придатна для виробництва цементу, високої якості паперу тощо. Сировинною базою для цементної промисловості в районі є також великі запаси мергелю. Виявлено поклади цегельних, черепичних та вогнетривких глин. Будівельні піски переважають у північній частині району.
У Чернігівській області є невеликі поклади фосфоритів, нафти (Гнідинцівське, Леляківське родовища), на Житомирщині — бурого вугілля, в Чернігівській і Жит (титанові руди) знаходяться в Житомирській області (долина річки Ірші). У Київській області виявлено значні поклади уранових руд, що не розробляються. Район має лікувальні грязі і мінеральні води (Обухівський, Білоцерківський та Броварський райони Київської області, Житомир, Звягель та інші).
Відкрито значні поклади бурштину.
У районі значні лісові ресурси. Після катастрофи на Чорнобильській АЕС природним ресурсам, особливо рекреаційним, лісовим, ґрунтовим, завдано великої шкоди.

## Демографічні показники
Середня густота населення в районі становить приблизно 82 особи на 1 км² і близька до середньої в країні. В цілому населення в районі розміщене дуже нерівномірно. На це впливають природні, екологічні, економічні чинники.
Найгустіше заселена Київська область, найменше — Чернігівська. В Київській області (разом з Києвом) найвища частка міських жителів.

## Народне господарство
Господарство економічного району являє собою високорозвинуту багатогалузеву промисловість і сільськогосподарське виробництво, що досить тісно пов'язані між собою. Проте промисловість у цілому переважає над сільськогосподарським виробництвом.
Основними галузями є машинобудування, хімічна, легка і харчова промисловість.
У районі вирощують цукрові буряки, льон-довгунець, хміль, картоплю, зерно, виготовляють молоко і м'ясо.

## Промисловість
Паливно-енергетичний комплекс Столичного району працює в основному на довізному кам'яному вугіллі, природному газі і нафтопродуктах.
Енергетика представлена Трипільською ДРЕС та Київськими ГЕС і ГАЕС на Дніпрі.
У Столичному районі добувають більшу частину торфу в країні. Торфорозробки ведуться поблизу Замглая, Сновська, Новгород-Сіверського (Чернігівська область), Яготина, Борисполя (Київська область).
Більш як четверту частину валової продукції промисловості району виробляє машинобудування. У районі випускають будівельно-шляхові і транспортні машини, розвинуті тракторне і сільськогосподарське машинобудування, виробництво технологічного обладнання для харчової і хімічної промисловості, торгівлі і громадського харчування, комунального господарства. Налагоджене виробництво різноманітних верстатів та інструментів. У Києві переважає точне і неметаломістке машинобудування. За межами Києва спеціалізація машинобудування, особливо в середніх і малих містах, дещо інша. Зростає частка виробництва обладнання для харчової промисловості, сільськогосподарських машин тощо.
Хімічна промисловість району не має такого повсюдного розміщення, як машинобудування і металообробка. Разом з тим в окремих промислових вузлах і центрах вона доповнює виробничі комплекси міст. Основним напрямом галузі хімічної промисловості в Столичному економічному районі є виробництво штучного і синтетичного волокна, пластмаси, шин і гумоазбестових виробів, азотних добрив, засобів захисту рослин, кормових антибіотиків, лаків і фарб тощо.
У Столичному районі добре розвинутий лісовиробничий комплекс. На нього припадає понад 12% валової продукції промисловості. На Поліссі зосереджено основні запаси деревини, місцями лісистість тут перевищує 50 % території. Проте район не забезпечує себе деревиною. Лісовиробничий комплекс має всі стадії технологічної переробки деревини — лісозаготівлю, лісопиляння, фанерне, меблеве, паперове та лісохімічне виробництва.
Основною продукцією лісовиробничого комплексу є меблі, фанера, папір, будівельні матеріали і музичні інструменти, сувеніри. Підприємства комплексу розміщуються на півночі району або на водних і залізничних шляхах сполучення, якими з Росії і Білорусі надходить сировина.
Основними центрами меблевої промисловості є Київ, Чернігів, Житомир, Коростень, Біла Церква, Фастів, Прилуки, Поліське та інші. Целюлозно-паперова промисловість працює переважно на девізній сировині. Паперові фабрики зосереджено в Обухові Київської, Корюківці Чернігівської, Коростишеві і Малині Житомирської областей. Лісохімія представлена виробництвом скипидару, хвойно-ефірної олії, дьогтю та іншого. Найбільшими центрами її є Тетерів та Клавдієво-Тарасове Київської області.
Будівельна індустрія району орієнтується на сировинні ресурси та місця масового житлового чи промислового будівництва. Тому заводи залізобетонних конструкцій розміщуються в Києві, Житомирі, Чернігові, Білій Церкві. У районі виробляють також м'яку покрівлю, шифер, азбестоцементні труби тощо. Підприємства видобутку і обробки будівельного каміння знаходяться як у сировинних районах, так і в місцях споживання.
У районі сформувався найпотужніший у країні комплекс скляної і порцеляно-фаянсової промисловості.
Скляна промисловість дістала найбільший розвиток у Києві і поблизу нього (Буча, Бабинці, Гостомель, Мирча, Пісківка) та на Житомирщині (Романів, Житомир, Биківка, Мар'янівка, Біла Криниця, Броницька Гута), порцеляно-фаянсова — в Житомирській області (Баранівка, Довбиш, Олевськ, Кам'яний Брід, Городниця, Коростень тощо).

## Сільське господарство
Провідною галуззю сільського господарства району є рослинництво. Це насамперед вирощування зерна, технічних і кормових культур. Із зернових висівають озиму пшеницю, жито, ячмінь, кукурудзу, гречку, поширені зернобобові культури. Є значні територіальні відмінності в спеціалізації зернового господарства поліської і лісостепової частин району.
На півночі переважають посіви жита і гречки, на півдні — озимої пшениці і кукурудзи. З-поміж технічних культур провідна роль належить цукровим бурякам і льону. Вирощують також хміль і соняшник. Дуже поширена картопля. Чернігівська область за обсягами її виробництва посідає перше місце в країні. Овочівництво найбільше зосереджено поблизу Києва. Тут же значного розвитку дістали садівництво і ягідництво.
Тваринництво в структурі сільськогосподарського виробництва вже майже зрівнялося з рослинництвом. Рівень розвитку цієї галузі вищий, ніж у середньому по країні. В цілому тваринництво Столичного району має молочно-м'ясний напрям. Найінтенсивніше розвинуте воно поблизу Києва та обласних центрів. У виробництві м'яса переважає свинина.
У районі поширено також бджільництво, шовківництво, рибальство.
Продукцію рослинництва і тваринництва району переробляє потужна харчова і легка промисловість.
Найважливішими галузями харчової промисловості, що працюють на власній сировині, є цукрова, молочна, м'ясна, борошномельно-круп'яна, хлібопекарська, кондитерська, плодоовочева, спиртова.
Цукрова промисловість представлена цукровими заводами на півдні району. В Бердичеві є цукрорафінадний завод. Підприємства молочної промисловості є в кожному адміністративному районі. У великих містах працюють потужні молочні заводи, що переробляють незбиране молоко. В малих і середніх містах, селищах міського типу і селах розміщено заводи і цехи, що виробляють масло, сир, сухе молоко і молочні консерви. Найбільші молочноконсервні комбінати знаходяться в Бахмачі, Овручі та Білій Церкві.
Кілька десятків підприємств представляють м'ясну промисловість району. Найбільші з них розміщено в Києві, Чернігові, Житомирі, Бердичеві, Прилуках, Білій Церкві, Коростені, Бахмачі, Новограді-Волинському.
Плодоовочева промисловість зосереджена в Житомирі, Овручі, Ніжині, Білій Церкві, Переяславі та ін.
Борошномельно-круп'яна, хлібопекарська і кондитерська промисловість тяжіє до споживача, їх підприємства і виробництва є майже в усіх районних центрах. Більш як 70% потужностей кондитерських підприємств зосереджено в Києві.
Спиртова промисловість району використовує відходи виробництва цукру і переробки картоплі. Підприємства цієї галузі розміщено в усіх областях району.
Легка промисловість працює як на місцевій природній, так і на хімічній сировині. Провідне місце належить текстильній промисловості (шовкова, бавовняна, трикотажна, валяльно-повстяна, первинна обробка вовни і льону), у виробничій структурі якої переважає шовкова промисловість. Хімічну сировину Дарницькому шовковому комбінату (Київ), який є найбільшим підприємством галузі в країні, постачають Київський комбінат штучного волокна, Київське і Чернігівське ВО «Хімволокно». Київський шовковий комбінат — єдине у країні підприємство, що випускає тканини з натурального шовку.
Друге місце належить вовняній промисловості. В районі виробляють понад 80 % вовняних тканин країни. Найбільші підприємства знаходяться в Чернігові, Білій Церкві, Богуславі та Березані. Велике значення мають первинна обробка льону-довгунця і виробництво лляних тканин на Житомирському льонокомбінаті.
Розвинуті швейна, трикотажна та панчішно-шкарпеткова, шкіряно-взуттєва галузі промисловості.
Шкіряно-взуттєва промисловість — це цілий комплекс виробництв із власною сировинною базою, шкіряними заводами (Васильків, Баришівка, Київ), взуттєвими фабриками (Київ, Чернігів, Прилуки, Біла Церква та ін.), шкіргалантерейним виробництвом (Київ, Чернігів).
Досить багато в районі фабрик художніх виробів (Богуслав, Переяслав, Чернігів, Ніжин, Прилуки та ін.).

## Транспорт
Розвиток господарства економічного району, міжрайонні і зовнішні зв'язки забезпечує його транспортна система. Особливості географічного положення району і місцезнаходження тут столиці країни визначають велику густоту шляхів сполучення і їх конфігурацію.
Головну роль у перевезеннях вантажів відіграє залізничний транспорт. Прибуття вантажів переважає в районі над відправленням. Близько 60 % всіх перевезень залізницею становлять транзитні вантажі.
Найважливіші залізничні магістралі району: Бахмач — Київ — Фастів — Козятин, Київ — Фастів — Знам'янка, Київ — Ковель, Київ — Фастів — Звягель.
Автомобільний транспорт перевозить в основному пасажирів, а також продукцію АПК. Особливе значення має автотранспорт в місцях вирощування цукрових буряків. Задіяний він в обласних зв'язках (80 % всіх перевезень). Через район проходять також транзитні автомагістралі, що ведуть до Болгарії, Туреччини, Польщі, Росії та інших країн.
Велике значення мають річкові перевезення по Дніпру і Десні. Річками здійснюються також міждержавні сполучення.
Найбільші річкові порти: Київ, Чернігів.
Особливе місце в Столичному районі належить повітряному транспорту. Київ — найбільший вузол повітряних сполучень у країні. Інтенсивно розвиваються міжнародні зв'язки України з Росією, Китаєм, США, Японією, Туреччиною, Францією, країнами Балтії. Реконструюється найбільший в Україні Бориспільський аеропорт поблизу Києва.
У районі склалася розгалужена система трубопроводів.

## Економічні зв'язки
У Столичному районі ввіз переважає над вивозом продукції. З Донбасу сюди надходять вугілля, чорні метали; з Північно-Східного району — нафтопродукти, трактори, вантажні автомобілі; з Придніпров'я — чорні і кольорові метали, легкові автомобілі, бурякозбиральні комбайни, мінеральні добрива; з Центрального — сільськогосподарські машини, обладнання для легкої і харчової промисловості, добрива тощо; з Причорноморського — руди, комбайни, верстати, ґрунтообробна техніка, продукція АПК. Карпатський район відправляє до Столичного автобуси і автонавантажувачі, автомобільні крани і телевізори, ліс і меблі тощо. З Північно-Західного району надходять вантажопасажирські автомобілі, підшипники тощо.
Натомість Столичний район забезпечує країну хімічним волокном, пластмасами, шинами і гумотехнічними виробами, медичними препаратами, кормовими антибіотиками і засобами захисту рослин, сільськогосподарськими машинами і екскаваторами, приладами і верстатами, деякими продуктами АПК (хміль, льоноволокно), тканинами, будівельним і оздоблювальним каменем тощо.
Для Столичного району характерний не однаковий рівень економічного розвитку. У Київській області він перевищує середній по країні, у Житомирській і Чернігівській областях — дуже низький, оскільки концентрація промисловості там невелика.

## Проблеми центру та периферії
Київ як столиця держави має велику економічну притягальну силу. Місто вже давно перенасичене промисловими підприємствами, ще донедавна швидко зростало його населення. Це створює багато проблем: забезпечення населення житлом, роботою, транспортом тощо.
Досить гострою в районі є демографічна проблема. Смертність в багатьох частинах району перевищує народжуваність. Внаслідок цього зменшується кількість населення. Відбувається відтік населення, особливо молоді, з сільської місцевості до міст. Несприятлива ситуація склалася в Чернігівській і Житомирській областях, де середній вік сільських жителів становить 50—55 років.
Гострими в районі є й екологічні проблеми. Передусім це пов'язано з чорнобильською трагедією. Радіаційно забруднені всі області, особливо Київська та Житомирська. Із господарського обігу вилучено багато тисяч гектарів сільськогосподарських угідь, значні площі лісових масивів, створилася ненормальна психологічна обстановка тощо. Відселення з районів Житомирської області, де життя і виробнича діяльність населення внаслідок високого рівня радіації неможливі, триває.

## Див.також
- Економіка Києва